# José Luis Brown
José Luis Brown (Ranchos, 10 november 1956 - La Plata, 12 augustus 2019) was een Argentijnse voetbaltrainer en voetballer. Hij werd in 1986 wereldkampioen met het nationale elftal en scoorde slechts 1 keer voor zijn land, dat was wél meteen de eerste goal in de finale tegen West-Duitsland.

## Biografie
Hij begon zijn carrière bij Estudiantes in 1975. In 1982 en 1983 won hij er de landstitel mee. Na twee seizoenen bij het Colombiaanse Atlético Nacional speelde hij nog een jaar in Argentinië alvorens naar Europa te gaan bij het Franse Brest, dat toen in de eerste klasse speelde. Hierna ging hij naar het Spaanse Real Murcia. Na nog een paar maanden bij Racing Club ging hij in 1989 met pensioen op 33-jarige leeftijd. Hij speelde ook voor het nationale elftal en nam deel aan drie edities van de Copa América. Ondanks een knieblessure waar hij al twee jaar last van had riep coach Carlos Bilardo hem in laatste instantie op voor het WK 1986 in Mexico, in de plaats van Daniel Passarella. Hij speelde alle wedstrijden op het WK en scoorde in de finale zijn enige goal als international na een vrije trap van Jorge Burruchaga. In de laatste minuten van de wedstrijd blesseerde hij zijn schouder maar weigerde vervangen te worden.
Na zijn spelerscarrière werd hij trainer; eerst assistent van Oscar Ruggeri bij San Lorenzo en later bij Bilardo bij CA Boca Juniors. Zijn eerste ervaring als hoofdtrainer deed hij in 1995 op bij Los Andes. In 2000 ging hij aan de slag bij het pas gepromoveerde Almagro. Na één seizoen ging hij naar Nueva Chicago maar werd daar al na 11 wedstrijden ontslagen wegens slechte resultaten. Hij ging in 2002 naar het Boliviaanse Blooming, maar werd ook hier vroegtijdig ontslagen. Ook de volgende jaren volgden de clubs zich in sneltempo op.
In 2007 werd hij trainer van de Argentijnen onder de 17 jaar en werd assistent van Sergio Batista die het team onder de 20 jaar leidde op de Olympische Spelen van 2008 waar Argentinië goud won. Hierna ging hij voor Diego Maradona werken bij het nationale elftal. In 2013 werd hij trainer van Ferro Carril Oeste.
Daarna werd de Ziekte van Alzheimer bij hem geconstateerd. Hij overleed daaraan op 62-jarige leeftijd.
1 Almirón ·
2 Batista ·
3 Bochini ·
4 Borghi ·
5 Brown ·
6 Passarella ·
7 Burruchaga ·
8 Clausen ·
9 Cuciuffo ·
10 Maradona  ·
11 Valdano ·
12 Enrique ·
13 Garré ·
14 Giusti ·
15 Islas ·
16 Olarticoechea ·
17 Pasculli ·
18 Pumpido ·
19 Ruggeri ·
20 Tapia ·
21 Trobbiani ·
22 Zelada ·
Coach: Bilardo